# Base Corbeta Uruguay
Estación Científica Corbeta Uruguay fue el nombre de una base de la República Argentina establecida en noviembre de 1976 en la península homónima de la isla Morrell (o Tule), del grupo de las islas Tule del Sur, en las islas Sandwich del Sur en las coordenadas 59°27′52″S 27°20′12″O / -59.46444, -27.33667, entre las costas del golfo Caldera y la bahía Ferguson.

## Geografía
La base se hallaba a 2078,8 km de Puerto Argentino en las islas Malvinas, a 801,3 km de Grytviken en la isla San Pedro, a 971,7 km de la base Orcadas en la isla Laurie, a 2484 km de Ushuaia en la isla Grande de Tierra del Fuego, a 3564,8 km de la Ciudad de Buenos Aires, a 3395,2 km del Polo Sur y a 12 570 km de Londres.

## Historia

### Construcción y apertura
La base fue establecida por el gobierno argentino para afianzar el reclamo territorial argentino sobre el archipiélago.
Al mismo tiempo que se desarrollaban los encuentros diplomáticos bilaterales entre la Argentina y el Reino Unido para las negociaciones para la transferencia de soberanía de las islas Malvinas, durante la campaña antártica argentina de 1976-1977, el rompehielos ARA General San Martín y el transporte ARA Bahía Aguirre transportaron el material y el personal para instalar una base en las islas Sandwich del Sur que estaban deshabitadas.
El 7 de noviembre de 1976, ingenieros de la Armada Argentina comenzaron a construir la Estación Científica Corbeta Uruguay. Ese día, se comenzó con la descarga de materiales, combustible y víveres desde el rompehielos ARA General San Martín, con tres helicópteros y cinco lanchas EDPV. La construcción demoró cuatro meses. La estación fue inaugurada oficialmente el 18 de marzo de 1977. Una vez inaugurada la estación fue evacuada, pero a partir de la campaña de 1977/1978 fue ocupada en forma permanente.
En esta base se desarrollaron diversas tareas de investigación, semejantes a las efectuadas en las bases antárticas de la época. Asimismo, se reactivó la estación de radioaficionados LU3ZY que operó anteriormente en el Refugio Teniente Esquivel, ubicado a 300 metros de la base y que fue rehabilitado, al igual de la baliza Gobernación Marítima de Tierra del Fuego. También hubo servicios de correo postal. Otras balizas instaladas en el área fueron Teniente Sahores, Punta Hewison y una tercera en la cercana punta Herd.

### Incidente diplomático
El día 20 de diciembre, el helicóptero del HMS Endurance de la Marina Real británica observó la presencia de los argentinos en la isla Thule/Morell que era reivindicada por ellos como parte de las Dependencias de las Islas Malvinas. El 5 de enero de 1977, el Foreign Office pidió explicaciones por la acción de la Argentina a su Encargado de negocios en Londres. El 14 de enero, el Ministerio de Relaciones Exteriores y Culto de la Argentina respondió que su objetivo en la isla era instalar una estación científica y que dicha operación se hallaba dentro «del área de soberanía argentina». La nota sugería que la estación no sería un establecimiento permanente, ya que el gobierno argentino no quería que el Reino Unido utilice la situación como excusa para cortar las negociaciones por las Malvinas.
Luego hubo un intercambio de notas entre los encargados de negocios de ambos países y finalmente, el 19 de enero, el Reino Unido presentó una protesta formal en la que denunciaba que el establecimiento de la base argentina era una «violación a la soberanía británica en las Islas Sandwich del Sur». Pero la protesta no fue acompañada de un ultimátum y expresaba que el Gobierno de Su Majestad «esperaba ser informado de la conclusión del programa científico». Los argentinos continuaron con su presencia.
En 1977, los británicos no hicieron ningún anuncio público y la existencia de la base fue hecha pública en mayo de 1978, pero el tema no fue expuesto públicamente en los próximos cinco años. Si bien el Informe del parlamentario Lord Franks del gobierno británico afirmó que los argentinos habían preparado un «plan de contingencia» en caso de que los británicos desalojaran la estación, lo cierto es que la Argentina instaló la base para producir un hecho posesorio en un archipiélago disputado. El plan considerado por Franks consistía en tomar represalias contra el grupo británico de investigación antártica en las Georgias del Sur y así escalar hasta ocupar las Malvinas en una operación conjunta de la Armada y la Fuerza Aérea Argentina acompañada de acciones diplomáticas en las Naciones Unidas.

### Operación Journeyman
Debido a la instalación de la base argentina, en noviembre de 1977, la Marina Real británica bajo órdenes del primer ministro James Callaghan preparó la Operación Journeyman, en la cual una fuerza de tarea naval fue enviada a las Malvinas para prevenir una posible invasión argentina. La fuerza naval británica, la cual fue planeada bajo fuerte seguridad, fue liderada por el submarino nuclear HMS Dreadnought, y también consistió en dos fragatas, el Alacrity y el Phoebe, y las naves auxiliares Resource y Olwen como naves de apoyo. Los argentinos rápidamente se percataron de la presencia de la fuerza de tarea y Callaghan decidió no utilizar la fuerza para invadir la isla Tule/Morell.

### Invasión británica y desactivación
Tras la victoria británica en Puerto Argentino, el 15 de junio de 1982 el Teniente de Corbeta Enrique Félix Peralta Martínez, entonces jefe de la base, recibió un mensaje informando de la rendición en Malvinas, y agregando las siguientes órdenes:

1º- Debe continuar funcionando como Estación Científica y Comunicación.

2º- Debe ejercer la soberanía como delegado del Gobierno Militar con asiento en Malvinas.

3º- Si fuerzas británicas intiman desalojo, rechazar intimación invocando el derecho argentino de soberanía en las islas Sandwich del Sur, el carácter científico del personal y las tareas en ejecución.

4º- De producirse una acción de fuerzas o desembarco de fuerzas británicas, formalizar enérgica protesta dirigida al gobierno británico ante la situación de fuerza ejercida con medios de combate que imposibilitan resistencia, sobre estación y personal científico.

5º- Destruir material científico ante presencia efectiva del enemigo.

6º- Destruir equipo de comunicaciones previa captura del enemigo.

7º- Informar a la brevedad a este Comando cualquier novedad que modifique la situación actual.

La Base Corbeta Uruguay permaneció bajo control argentino hasta el 20 de junio de 1982, cuando fuerzas británicas invadieron las Sandwich del Sur y pusieron fin a la presencia argentina en dicha isla Morrell. Previo a la ocupación británica, un equipo de Marines Reales fue desembarcado en la isla Thule secretamente para observar las actividades argentinas. En la acción participaron varios buques de guerra británicos, además de helicópteros. No hubo víctimas fatales o heridos. 10 argentinos fueron hechos prisioneros (un civil y 9 militares) y fueron evacuados por un buque petrolero hacia las Georgias del Sur. La base fue cerrada y los edificios sellados. Esta fue la última acción bélica en el marco de la guerra de las Malvinas y la última presencia efectiva de la Argentina en los archipiélagos en disputa del océano Atlántico Sur.
Después de que la guarnición argentina fuera expulsada, la base permaneció vacía hasta diciembre de 1982, cuando fue demolida con explosivos por la Marina Real británica, luego de que fuera descubierto por una patrulla británica que su bandera había sido derribada y colocada en su lugar la bandera de Argentina. La demolición ocurrió no solo para impedir el regreso de los argentinos, sino también porque el British Antarctic Survey no tuvo interés de utilizar las instalaciones científicas de la base. Solo se mantuvo en pie el mástil de la base y el refugio Teniente Esquivel.

## Toponimia

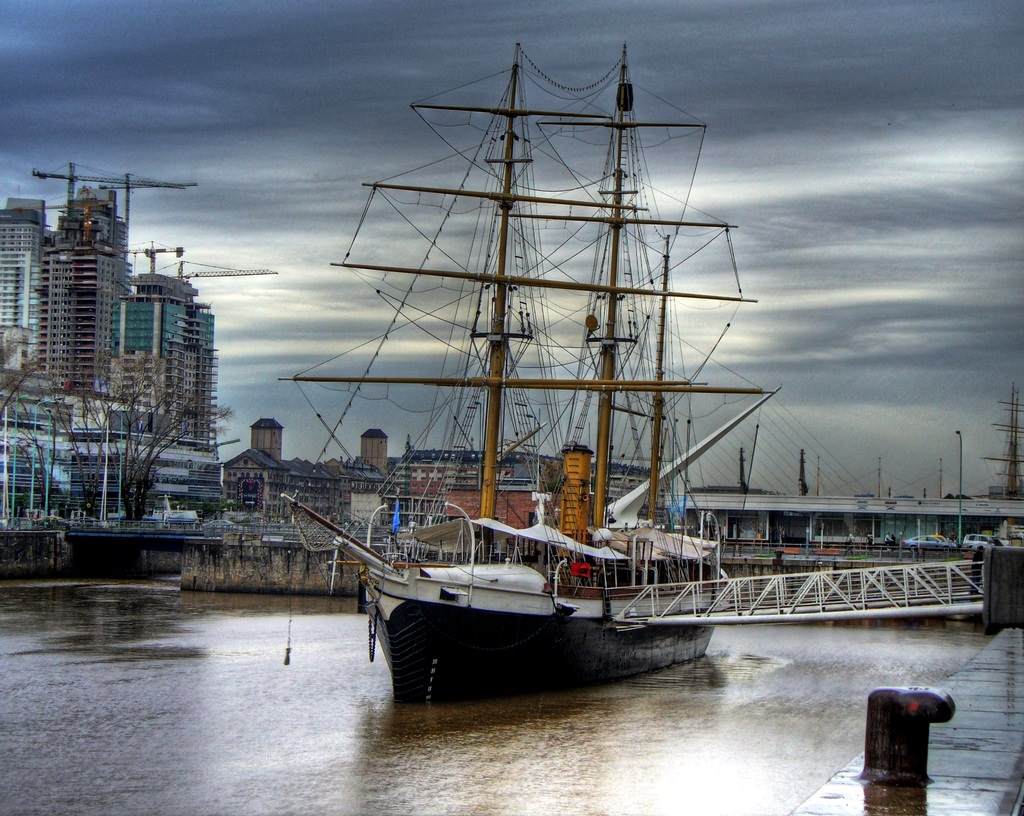
La Corbeta Uruguay en la Ciudad de Buenos Aires.

El nombre honra a la corbeta ARA Uruguay que rescató a Otto Nordenskjöld y los integrantes de su expedición en su viaje a la península Antártica en 1903. Esta fue una verdadera hazaña de la Armada Argentina y fue la primera expedición argentina a la Antártida Argentina.

## Instalaciones

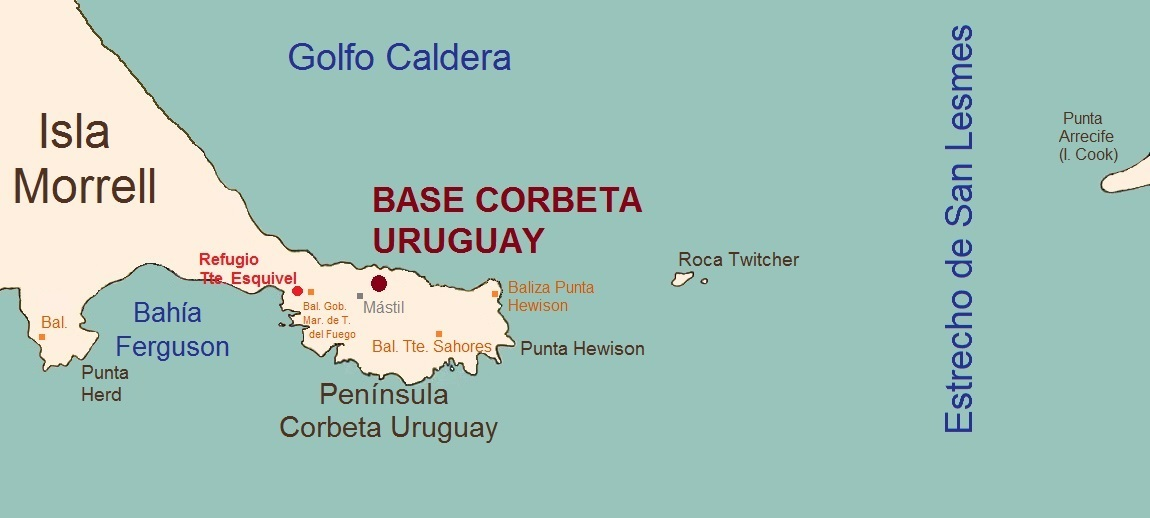
Mapa de la península Corbeta Uruguay con la base y sus alrededores.

La base se hallaba ubicada a 25 m s. n. m., junto a la punta Hewison. Su población fue siempre de ocho personas en invierno y ocho en verano, de las cuales la mayoría era personal científico de la Armada Argentina. Llegó a contar con 50 científicos de distintas especialidades, conformando el asentamiento más oriental del territorio argentino.
La base contaba con cuatro edificios prefabricados destinados principalmente a estación meteorológica, servicios y estación de radio, alojamiento y un hangar de helicóptero (inaugurando en marzo de 1977). Fue planificada para operar con cuarenta hombres en verano y solo once en invierno. Además podía alojar hasta ochenta personas utilizando el hangar como vivienda. Las construcciones eran en su totalidad metálicas, excepto la casilla del equipo de radiosondeo. Todas las edificaciones fueron construidas sobre estructuras sobreelevadas con amplios espacios de luz para permitir la circulación del aire.
La casa-habitación, edificio principal, se construyó sobre la base de módulos unidos entre sí con una cara curva para enfrentar los fuertes vientos. Contaba con un salón comedor, camarotes, baño y cocina. Uno de los módulos fue destinado a los servicios, y contenía el sismógrafo, la enfermería y la estación de radio.
Debido a la contaminación del hielo y la nieve de la isla por la gran cantidad de pingüinos, la base contó con un equipo desalinizador. A poca distancia de los principales edificios había una casilla de emergencia y también un mástil con la bandera argentina. También a poca distancia de la estación se encontraban las antenas de radio y un terreno allanado para el aterrizaje de helicópteros.
También había depósitos flexibles de almacenamiento de combustible y dos depósitos flexibles de techo curvo para vehículos polares, hangar de helicópteros y obrador para las tareas de mantenimiento. El depósito de víveres estaba integrado por una cámara frigorífica y antecámara para depositar verduras, lácteos, frutas, entre otros. Había tres generadores eléctricos para dotar de energía eléctrica, además de otros dos en la casilla de emergencia.
La base contaba con vehículos, a saber: varios con tracción de orugas (dos de gran tamaño) y un bote de goma con motor fuera de borda y capacidad para diez personas.
Las investigaciones científicas llevadas a cabo fueron principalmente de meteorología, oceanografía y glaciología. Contó con equipos de radiosondeo para medir temperatura, presión atmosférica, dirección y velocidad del viento, además de observaciones sobre radiación solar. También se realizó la vigila el estado de los hielos vecinos, como los de bahía Ferguson y sus alrededores, la formación, crecimiento y fusión de hielo marino, entre otros. Un sismógrafo registró los movimientos telúricos de las islas.

## Comunicaciones
En 1979 fueron reactivadas las transmisiones de LU3ZY en la base, contando con instalaciones más modernas y confortables que las de 1955. A partir de entonces, la estación se mantuvo en el aire con la participación de los integrantes de la Estación Científica hasta 1982.
En 1979 se advierte la presencia de un radioperador en la dotación de la Estación Científica. Varios miembros del Grupo Argentino de CW (GACW), hablaron con autoridades de la Armada y de la Secretaria de Comunicaciones, para que se le autorice al suboficial Isidro Valdez, la puesta en el aire nuevamente de una radio en la isla Morrell. Tras esto, dicha Secretaría autoriza a utilizar la señal LU3ZY, asignada a la Armada. El GACW realiza un primer envío de elementos, libros de guardia, accesorios, etc., con el objeto de asegurar su permanencia en el aire. Valdez contribuía en las comunicaciones en las bandas de aficionados en los momentos libres de su descanso personal. En corto tiempo se superaron los 2500 QSOs en CW, y al resto de la dotación en sus comunicaciones de familia y necesidades de información general.
En cuanto al correo postal, tras la creación de la Estación Científica, la habilitación de una oficina radiopostal allí no fue publicada en el Boletín de la Empresa Nacional de Correos y Telégrafos (ENCOTEL). Tampoco aparecía en la Guía de Correos y Telégrafos hasta que la esposa de un miembro del personal de la base intentó enviar un telegrama allí. Dedde entonces ENCOTEL aceptó la ubicación, luego de que la esposa mostrase la procedencia del telegrama que deseaba contestar.
Posteriormente, la Sección Filatelia de ENCOTEL en la Ciudad de Buenos Aires anunció que una oficina en la Estación Científica estaría disponible en la campaña antártica de 1978/1979. A finales del último año la revista Postales Argentinas decía que la oficina no había sido habilitada. Para ello se nombró a un encargado de atenderla y se lo proveyó de los materiales necesarios.
Corbeta Uruguay fue nuevamente incluida por ENCOTEL en la campaña 1980/1981. El cabo principal Héctor Ignacio Lazarte fue el jefe de la oficina radiopostal. Lazarte obtuvo una bolsa con 660 sobres enviados por filatelistas de todo el mundo, un matasellos de goma y la habilitación de sellos postales y formularios. Él atendía los servicios postales y telegráficos de la base, poseía las tarifas actualizadas, y contaba con los formularios postales y telegráficos necesarios. También tenía un gomígrafo ovalado de la Agrupación Naval Antártica. Otro de ellos, de forma rectangular, fue entregado al jefe de la base y estaba ilustrado con la silueta de la corbeta Uruguay.
Lazarte había llegado en noviembre de 1980, y matallselló los sobres de las campañas 1978-1981, entregados al rompehielos ARA Almirante Irizar. Dicho rompehielos junto con el ARA Bahía Aguirre, eran los encargados de trasladar la correspondencia desde y hacia la base.
El cabo principal Víctor Nieva Ferreyra fue el encargado de atender la oficina radiopostal durante la campaña 1981/1982. Los sobres enviados por los filatelistas para esa campaña antártica, fueron matasellados el 25 de enero de 1982, última fecha conocida en correspondencia argentina, debido al Conflicto del Atlántico Sur.
En 1980, la Fuerza Aérea Argentina comenzó con exploraciones a las islas del Atlántico Sur. Mediante un comunicado de prensa del 13 de abril, ENCOTEL avisó que se iba a realizar una marca postal alusiva a la correspondencia que sea lanzada sobre la Estación Científica Corbeta Uruguay, indicando a los interesados tarifas para impresos, tarjetas y cartas. Para documentar el evento, se estampó un sello de goma alusivo con la leyenda «1.er. Lanzamiento de Correspondencia en la Estación Científica Corbeta Uruguay / Aviones KC-130 de la / Fuerza Aérea Argentina». El lanzamiento se realizó el 7 de junio, partiendo desde Río Gallegos.
Durante los años que funcionó la Base Corbeta Uruguay, el gobierno del Reino Unido denunció la creación de una estafeta postal y el sellado de correspondencia. Tras la ocupación británica de junio de 1982, el 5 de agosto, el comandante de la Agrupación Naval Antártica le informó al gerente de Explotación de ENCOTEL que se dieron por «perdido en acción de guerra» todo el material de la oficina radiopostal. El 20 de junio los británicos habían utilizado el matasellos de la base en cartas y tarjetas postales documentando su presencia en la estación científica.

## Clima
Durante su funcionamiento, la base registró los siguientes datos:
| Parámetros climáticos promedio de Base Corbeta Uruguay, Islas Sandwich del Sur (1979-1982) | Parámetros climáticos promedio de Base Corbeta Uruguay, Islas Sandwich del Sur (1979-1982) | Parámetros climáticos promedio de Base Corbeta Uruguay, Islas Sandwich del Sur (1979-1982) | Parámetros climáticos promedio de Base Corbeta Uruguay, Islas Sandwich del Sur (1979-1982) | Parámetros climáticos promedio de Base Corbeta Uruguay, Islas Sandwich del Sur (1979-1982) | Parámetros climáticos promedio de Base Corbeta Uruguay, Islas Sandwich del Sur (1979-1982) | Parámetros climáticos promedio de Base Corbeta Uruguay, Islas Sandwich del Sur (1979-1982) | Parámetros climáticos promedio de Base Corbeta Uruguay, Islas Sandwich del Sur (1979-1982) | Parámetros climáticos promedio de Base Corbeta Uruguay, Islas Sandwich del Sur (1979-1982) | Parámetros climáticos promedio de Base Corbeta Uruguay, Islas Sandwich del Sur (1979-1982) | Parámetros climáticos promedio de Base Corbeta Uruguay, Islas Sandwich del Sur (1979-1982) | Parámetros climáticos promedio de Base Corbeta Uruguay, Islas Sandwich del Sur (1979-1982) | Parámetros climáticos promedio de Base Corbeta Uruguay, Islas Sandwich del Sur (1979-1982) | Parámetros climáticos promedio de Base Corbeta Uruguay, Islas Sandwich del Sur (1979-1982) |
| Mes                                                                                        | Ene.                                                                                       | Feb.                                                                                       | Mar.                                                                                       | Abr.                                                                                       | May.                                                                                       | Jun.                                                                                       | Jul.                                                                                       | Ago.                                                                                       | Sep.                                                                                       | Oct.                                                                                       | Nov.                                                                                       | Dic.                                                                                       | Anual                                                                                      |
| ------------------------------------------------------------------------------------------ | ------------------------------------------------------------------------------------------ | ------------------------------------------------------------------------------------------ | ------------------------------------------------------------------------------------------ | ------------------------------------------------------------------------------------------ | ------------------------------------------------------------------------------------------ | ------------------------------------------------------------------------------------------ | ------------------------------------------------------------------------------------------ | ------------------------------------------------------------------------------------------ | ------------------------------------------------------------------------------------------ | ------------------------------------------------------------------------------------------ | ------------------------------------------------------------------------------------------ | ------------------------------------------------------------------------------------------ | ------------------------------------------------------------------------------------------ |
| Temp. media (°C)                                                                           | 0.3                                                                                        | 0.5                                                                                        | 0.1                                                                                        | -1.8                                                                                       | -6.0                                                                                       | -9.9                                                                                       | -13.1                                                                                      | -9.1                                                                                       | -7.5                                                                                       | -4.1                                                                                       | -2.1                                                                                       | -0.6                                                                                       | -4.4                                                                                       |
| Humedad relativa (%)                                                                       | 74                                                                                         | 73                                                                                         | 77                                                                                         | 83                                                                                         | 87                                                                                         | 92                                                                                         | 89                                                                                         | 89                                                                                         | 88                                                                                         | 84                                                                                         | 79                                                                                         | 77                                                                                         | 82.7                                                                                       |
| Fuente: Servicio Meteorológico Nacional (Argentina)                                        |                                                                                            |                                                                                            |                                                                                            |                                                                                            |                                                                                            |                                                                                            |                                                                                            |                                                                                            |                                                                                            |                                                                                            |                                                                                            |                                                                                            |                                                                                            |